# Endogonopsis sacramentarium
Endogonopsis sacramentarium är en svampart som beskrevs av R. Heim 1966. Endogonopsis sacramentarium ingår i släktet Endogonopsis och familjen Diplocystidiaceae.   Inga underarter finns listade i Catalogue of Life.